# Poison the Well
Poison the Well (nazywany również PTW oraz PT-Dub) – amerykański zespół pochodzący z Miami, obecnie należący do Ferret Music. Trzon zespołu tworzą wokalista Jeffrey Moreira, perkusista Chris Hornbrook oraz gitarzysta Ryan Primack.

## Muzycy

### Obecni członkowie
- Jeffrey Moreira – wokal
- Chris A. Hornbrook – perkusja
- Ryan Primack – gitara
- Brad Grace – gitara basowa (tylko na koncertach)
- Brad Clifford – gitara (tylko na koncertach)

### Byli członkowie
- Aryeh Lehrer - wokal
- Duane Hosein - wokal
- Shane Halpern - wokal
- Russ Saunders - gitara
- Matt Tacket - gitara
- Mike Peters - gitara
- Derek Miller - gitara
- Jason Boyer - gitara
- Dennis Pase - perkusja
- Andrew Abramowitz - gitara basowa
- Nick Shueman - gitara basowa
- Geoff Bergman - gitara basowa
- Mike Gordillo - gitara basowa
- Jeronimo Gomez - gitara basowa
- Alan Landsman - gitara basowa
- Iano Dovi - gitara basowa
- Jimmy Johnson - gitara basowa
- Ben Brown - gitara basowa

## Dyskografia

### Albumy
- 1998 - Distance Only Makes the Heart Grow Fonder
- 1999 - The Opposite of December...A Season of Separation
- 2001 - Tear From the Red
- 2001 - Distance Makes the Heart Grow Fonder (Re-release)
- 2003 - You Come Before You
- 2007 - Versions
- 2009 - Tropic Rot

### Single
- 1999 - Slice Paper Wrists (The Opposite of December...A Season of Seperation)
- 2000 - Nerdy (The Opposite of December...A Season of Separation)
- 2002 - Botchla (Tear From the Red)
- 2002 - Sticks and Stones Never Made Sense (Tear From the Red)
- 2002 - Parks and What You Meant to Me (Tear From the Red)
- 2003 - Ghostchant (You Come Before You)
- 2003 - Meeting Again for the First Time (You Come Before You)
- 2003 - Apathy Is a Cold Body (You Come Before You)
- 2007 - Letter Thing (Versions)

## Teledyski
- "Botchla" z albumu Tear From The Red
- "Apathy Is a Cold Body" z albumu You Come Before You
- "Letter Thing" z albumu Versions
- "Exist Underground" z albumu Tropic Rot